# Międzynarodowy Kongres Starokatolików
Międzynarodowy Kongres Starokatolików (MKS) (eng. The International Old Catholic Congresses) – walne posiedzenie starokatolików, którego celem jest rozszerzanie współpracy między poszczególnymi członkami Unii Utrechckiej Kościołów Starokatolickich. Kongres nie może podejmować wiążących decyzji. Jego zadaniem jest wzmacnianie więzi wewnątrz wspólnoty starokatolickiej oraz dbanie o kontakty ekumeniczne. Pierwszy taki Kongres odbył się w Monachium w 1871, ostatni w 2018 roku w Wiedniu. Od lat w spotkaniach uczestniczą także goście ekumeniczni, a impreza ma charakter otwarty.
Na czele Międzynarodowego Kongresu Starokatolików stoi zawsze osoba świecka, do jej zadań należy zwoływanie Kongresu co cztery lata i przygotowywanie go od strony programowo-treściowej. Zwyczajnym członkiem z prawem głosu na Kongresie może zostać każdy starokatolik, zaś członkiem nadzwyczajnym – każdy należący do jednego z Kościołów chrześcijańskich. Oprócz Kongresów od 1950 roku odbywają się co 1–2 lata Międzynarodowe Zjazdy Teologów Starokatolickich (International Old Catholic Theologians’ Conference), których celem jest przyczynianie się do pogłębiania wspólnych podstaw wiary w konfrontacji ze współczesną teologią.

## Posiedzenia MKS
Trzy pierwsze Kongresy z lat 1871–1873 uważane są za kluczowe dla wykształcenia się zasad i postulatów starokatolicyzmu i nazywane są "wielkimi" (Monachium, Kolonia, Konstancja). Do 1888 roku pod nazwą Kongres Starokatolików. Do 1890 roku posiedzenia odbywały się tylko na terenie Niemiec. W latach 1888–1894 zjazdy odbywały się regularnie co dwa lata, następnie nieregularnie co 2-3 lata (z przerwą w trakcie wojen światowych). W 1911 podczas MKS doszło do powołania starokatolickiego periodyku "Internationale Kirchliche Zeitschrift". Od 1953 roku starokatolicy spotykają się co 4 lata. W 2002 roku pierwszy raz Międzynarodowy Kongres Starokatolików odbył się w Europie Środkowej (Praga). Obecnie z Polski w spotkaniach Międzynarodowego Kongresu Starokatolików biorą udział przedstawiciele Kościoła Polskokatolickiego w RP (członek Unii Utrechckiej) i Kościoła Starokatolickiego Mariawitów. Do uczestnictwa są tradycyjnie zaproszeni przedstawiciele wszystkich Kościołów chrześcijańskich, a impreza od lat ma charakter ekumeniczny. Do tej pory odbyły się 32. takie spotkania, ale żadne z nich na terenie Polski.